# 羅泉鍾氏宗祠
羅泉鍾氏宗祠位於四川省內江市資中縣，文物遺址年代判定為清。2012年7月16日公佈為第八批四川省文物保護單位。
羅泉鍾氏宗祠位於四川省內江市資中縣羅泉鎮下河村一社，南面有一條鄉村公路。鍾氏宗祠原為鍾家祠堂，建於清光緒二十八年（1902），坐東向西，四合院佈局。該建築現存門廳、戲臺、左右廂房、正堂。正堂：磚木結構，硬山式屋頂，抬粱式梁架，面闊三間13.5公尺，進深6.5公尺，通高7公尺，素面台基高0.9公尺，階梯式踏道5級。正樑上有題記：大清光緒貳拾捌年“榮昌世中”。戲臺：木結構斜山式屋頂，面闊7.2公尺，進深4.2公尺，通高7公尺，左右廂房：面闊各7間32.2公尺，進深5公尺，通高7.4公尺。通面闊47.50公尺，通進深32.50公尺。建築面積870平方公尺，占地面積1543.75平方公尺，門廳內有“清光緒十五年歲次乙未孟秋月”碑記，碑記風化嚴重。大門為四柱三間五樓牌坊門罩，牌坊上有“鍾氏宗祠”，“俊秀船山”，門廳兩邊有“寶德”、“錫福”字樣。該宗祠對於研究清代宗氏家族建築有一定的參考價值。2010年，羅泉鍾氏宗祠被資中縣人民政府公佈為縣級文物保護單位。